# Wilhelm Canaris
Wilhelm Franz Canaris (Aplerbeck, 1 de janeiro de 1887 – Flossenbürg, 9 de abril de 1945) foi um almirante alemão, líder dos serviços de espionagem militar (a Abwehr) de 1935 a 1944. Foi também uma das figuras da resistência alemã (Widerstand) ao regime nazi de Adolf Hitler e um dos (indiretamente) envolvidos no atentado de 20 de julho de 1944.

## Primeiros Anos
Canaris nasceu no início de 1887, na vila de Aplerbeck, localizada na Vestfália, perto de Dortmund. O seus pais foram Karl Canaris, um industrial abastado, e Auguste Popp. Enquanto jovem, Canaris recebeu uma educação cuidada, que lhe permitiu dominar com fluência quatro línguas, incluindo o inglês e o castelhano. Em 1905, aos dezessete anos, alistou-se na Marinha Imperial Alemã, inspirado pela figura de Konstantinos Kanaris, um almirante e político grego que se distinguiu na luta pela independência do seu país. A sua família acreditava estar, de alguma forma, relacionada com o almirante e somente em 1938 é que Canaris descobriu que a sua ascendência era de origem italiana.
No início da Primeira Guerra Mundial, Canaris foi destacado para o SMS Dresden como Segundo Piloto. O navio participou, logo em dezembro de 1914, na batalha das Ilhas Falkland e graças ao heroísmo do Almirante Graf Spee, em liderar um combate perdido contra à Royal Navy britânica, o Dresden, que estava bem atrás em relação aos demais navios da frota, consegue fugir em direção ao Oceano Pacífico e refugiar-se por algum tempo nas costas chilenas.Em Março de 1915 a sua tripulação foi capturada mas Canaris consegue fugir e regressar, em agosto, com a ajuda do seu domínio do castelhano e de comerciantes alemães.
De volta ao serviço ativo, Canaris foi destacado para Espanha, onde desempenhou funções de coordenação de espionagem e intercepção de mensagens inimigas. Em janeiro de 1917, ingressou na Escola de Submarinos, onde foi treinado para ser comandante, função que começou a exercer em setembro do mesmo ano. Comandou os submarinos U 38, UC 27, U 47, U 34 (três navios afundados) e UB 128 (um navio afundado) com um total de 22.592 tons afundadas. No final da I Grande Guerra, Canaris encontrava-se já na lista negra do MI6.

## Entre as guerras
Canaris permaneceu na Marinha depois do final da Primeira Grande Guerra, passando a Capitão em 1931. Durante este período aprofundou o seu interesse na área da informação e contra-informação e envolveu-se na política alemã, embora nunca se tenha filiado no Partido Nazi. Em 1935, já depois da subida ao poder de Adolf Hitler, Canaris foi promovido à liderança da Abwehr e ao posto de contra-almirante. A sua primeira tarefa foi organizar uma rede de espiões em Espanha, no prelúdio da guerra civil. O seu trabalho foi bem sucedido e as informações recolhidas pelos seus homens influenciaram Hitler a aliar-se a Franco.
A sua carreira militar e política progrediu ao mesmo tempo que a situação política se deteriorava na Europa. Em 1938, Canaris começou a desiludir-se com a ideologia nazi e a agressividade latente de Hitler para com o resto do continente, assim como muitos outros oficiais da Wehrmacht que mais tarde integraram a resistência alemã. Para este núcleo, Hitler era visto como um lunático perigoso para a grandiosidade e estatuto da Alemanha e os membros do Partido Nazi eram desprezados pelas tácticas de repressão criminosa. Canaris passou logo à acção e esteve envolvidos na organização de dois planos para assassinar Hitler, em 1938 e em 1939, nunca concretizados. Um dos seus aliados nesta fase foi o futuro marechal Ewald von Kleist, que visitou Londres em segredo para conversações com membros do MI6. A ideia dos dissidentes, liderados por Canaris, era que se Hitler invadisse a Áustria, o Reino Unido iria declarar guerra à Alemanha. No entanto, concretizado o Anschluss, o primeiro-ministro britânico Neville Chamberlain decidiu-se por mais uma tentativa diplomática para apaziguar o expansionismo nazi. O resultado foi o acordo de Munique. A guerra foi adiada e Hitler ficou com uma auto-confiança renovada para prosseguir com os seus planos.
Canaris ficou extremamente desiludido com a postura passiva dos britânicos, mas, face aos sucessos políticos de Hitler, decidiu-se por uma atitude discreta. Os contactos com o MI6, no entanto, continuaram. De inimigo número um, Canaris passara a aliado da causa anti-Nazi.

## Segunda Guerra Mundial
No início da Segunda Guerra Mundial, Canaris deslocou-se à frente leste, na Polónia, na qualidade de chefe dos serviços de informação militar. Durante a visita testemunhou muitos crimes de guerra cometidas pela SS sobre as populações locais, nomeadamente contra a comunidade judaica. As suas funções requeriam que tomasse notas e elaborasse um relatório para Hitler sobre o andamento da guerra. Canaris cumpriu a obrigação, mas ficou revoltado contra as atrocidades a que assistiu. O relatório foi entregue ao Führer, porém uma cópia foi enviada para Londres, o que demonstra o continuar da relação secreta entre Canaris e os serviços secretos britânicos, mesmo depois do início das hostilidades entre ambos os países.
Ao longo dos anos seguintes, Canaris manteve uma vida dupla, mostrando-se como um líder dedicado à causa de Hitler por um lado, enquanto que por outro conspirava para a sua queda com os britânicos e outros dissidentes da Wehrmacht. De acordo com a sua função de líder da Abwehr, Canaris recolheu informações importantes para o desenrolar da guerra, através da sua rede de espiões e, por diversas vezes, através dos seus contactos britânicos. Uma das informações que recolheu através do MI6 foi o plano detalhado das disposições defensivas russas, nos meses que antecederam a Operação Barbarossa. O dossier foi bem recebido por Hitler mas provocou a suspeita de Heinrich Himmler (líder da SS - Schutzstaffel) e Reinhard Heydrich (líder do Sicherheitsdienst), quanto à verdadeira origem das informações. Canaris passou a estar sob suspeita, principalmente devido às suas viagens frequentes ao Sul de Espanha, onde provavelmente se encontrava com agentes britânicos de Gibraltar. Em 1942, a relação institucional de Canaris e Heydrich (seu antigo protegido na Kriegsmarine) deteriorou-se, devido a um incidente na República Checa, relacionado com a captura de Paul Thümmel, um agente britânico, pela Gestapo. Canaris interferiu com a prisão, e execução certa do homem, alegando que, na realidade, Thümmel era um agente duplo ao serviço da Abwehr. A sua explicação passou, mas as suspeitas de Heydrich acumularam-se até à sua própria morte, num atentado realizado em Junho de 1942. É possível que o assassinato de Heydrich tenha sido organizado pelo MI6, de modo a proteger a posição de Canaris.
Após muita insistência da parte de Himmler, e apesar da falta de provas directas, Hitler foi finalmente convencido a demitir Canaris em fevereiro de 1944. A liderança da Abwehr passou para Walter Schellenberg, com fortes ligações ao Sicherheitsdienst, e Canaris foi colocado em prisão domiciliária, por suspeitas de conspiração.

## Queda e legado

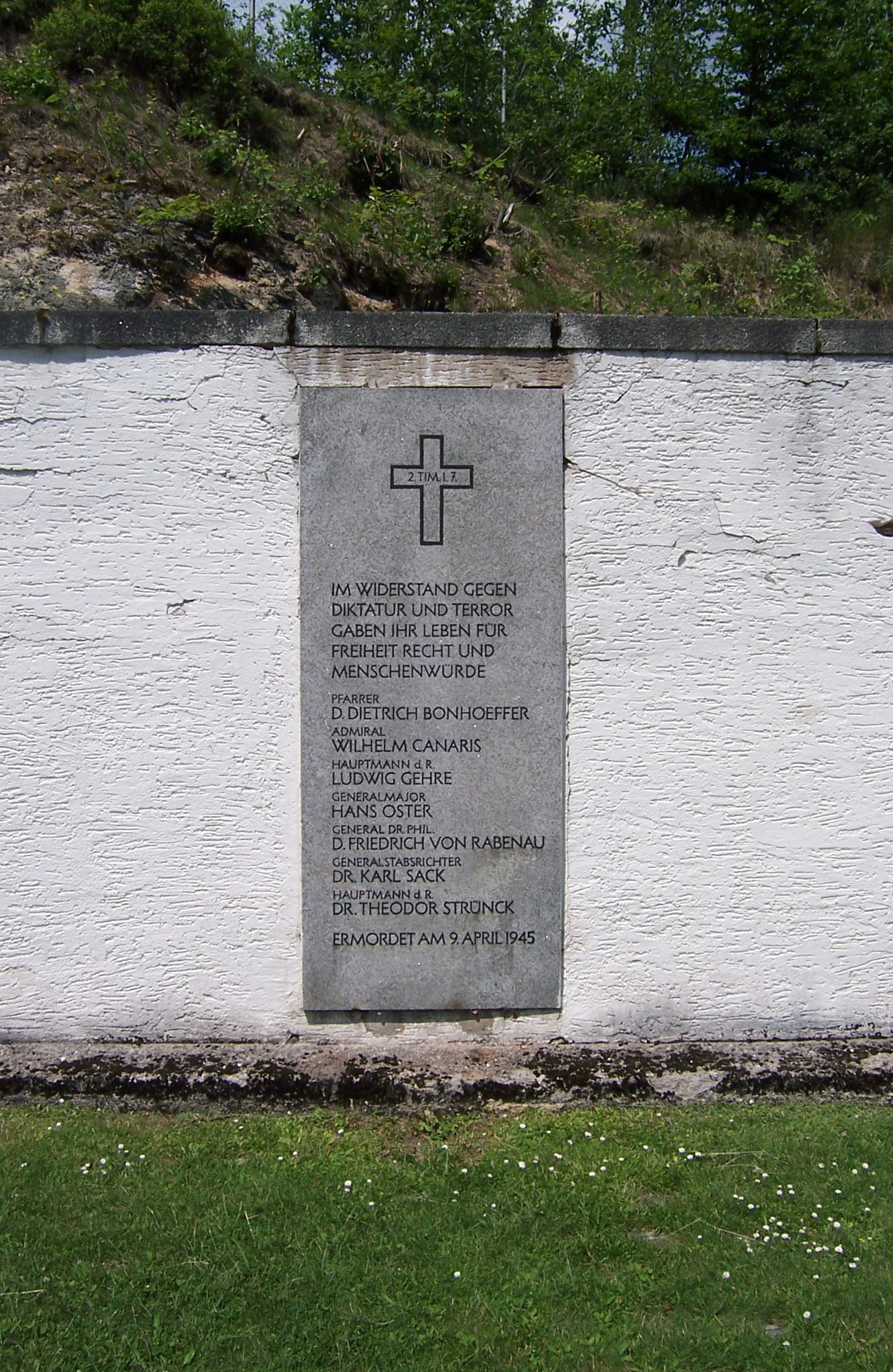

Canaris encontrava-se ainda em prisão domiciliária quando ocorreu o atentado de 20 de julho de 1944 contra a vida de Hitler. A sua situação ilibava-o de responsabilidade directa, mas após a prisão, tortura e interrogatório de vários envolvidos, Hitler e Himmler ficaram com provas que Canaris estava pelo menos moralmente de acordo com o sucedido. A sua prisão apertou-se, mas Canaris foi poupado a um tribunal marcial imediato: por um lado Hitler tinha a esperança que Canaris denunciasse mais conspiradores, por outro Himmler esperava usar os contactos britânicos de Canaris para salvar a sua posição após o final da guerra. Quando se tornou claro que Canaris não ia colaborar com nenhum dos planos, tornou-se dispensável. O julgamento foi sumário e a condenação à morte inevitável. Canaris foi executado, na forca, a 9 de abril de 1945 no campo de concentração de Flossenbürg, poucas semanas antes do suicídio de Hitler e do final da guerra.
A coragem de Canaris na oposição a Hitler veio a público no fim da guerra, através de declarações de vários dos seus antigos colaboradores nos julgamentos de Nuremberga e de Stewart Menzies, líder do MI6. Foi também depois do fim da guerra que se descobriu que Canaris utilizou a sua posição para salvar a vida de muitos judeus, concedendo-lhes treino em espionagem e depois arranjando-lhes "missões" em países neutros. De entre as personalidades que saíram da Alemanha neste esquema contam-se Menachem Mendel Schneerson e Joseph Isaac Schneersohn.